# مرگ به‌خاطر جهیزیه
مرگ به‌خاطر جهیزیه یا مرگ جهیزیه‌ای (انگلیسی: Dowry death) به مرگ زنانی گفته می‌شود که به دلیل اختلاف بر سر جهیزیه به قتل می‌رسند یا وادار به خودکشی می‌شوند. بیشتر چنین مرگ‌های در کشورهای هند، پاکستان، بنگلادش و ایران دیده می‌شود.
هند با ۸٬۳۹۱ مورد مرگ به‌خاطر جهیزیه در سال ۲۰۱۰ بیشترین تعداد مرگ و میر ناشی از اختلافات جهیزیه‌ای را گزارش نمود، به این معنی که به ازای هر ۱۰۰٬۰۰۰ زن، ۱٫۴ مرگ وجود داشت. مرگ و میر ناشی از اختلافات جهیزیه‌ای زنان ۴۰ تا ۵۰ درصد از کل قتل‌های سالانه ثبت شده زنان را در هند تشکیل می‌دهد که دارای روند ثابتی میان سال‌های ۱۹۹۹ تا ۲۰۱۶ بوده‌است. با درنظر گرفتن شاخص جمعیت، کشور پاکستان با ۲٬۰۰۰ مورد گزارش‌شده از چنین مرگ‌های در سال، بالاترین نرخ مرگ به‌خاطر جهیزیه را با ۲٫۴۵ در هر ۱۰۰٬۰۰۰ زن داراست.

## هند
چنین مرگ‌هایی در هند ناشی از خودکشی یا قتل عروس توسط شوهر و خانواده اش، اندکی پس از ازدواج و به سبب نارضایتی آنها از جهیزیه است. بروز این مرگ‌ها معمولاً نقطهٔ اوج یک سری آزارهای خانگی قبلی توسط خانواده شوهر است. بیشتر مرگ‌های جهیزیه‌ای زمانی اتفاق می‌افتد که زن جوان که تحمل آزار و اذیت را ندارد، دست به خودکشی می‌زند. بیشتر این خودکشی‌ها از طریق حلق آویز شدن، مسموم کردن یا آتش زدن خود است. گاهی نیز زن، با آتش زدن شوهر یا پدر و مادر همسرش کشته می‌شود که به آن عروس‌سوزی می‌گویند که گاهی به صورت خودکشی یا مرگ اتفاقی و غیرعمد جلوه داده می‌شود. بیشتر مرگ‌های ناشی از سوزاندن زنان هندی به اختلافات مربوط به جهیزیه نسبت داده شده‌است. در این مرگ‌های جهیزیه‌ای، خانواده داماد عامل قتل یا خودکشی هستند.
بر اساس گزارش «اداره ملی ثبت جرایم هند»، این کشور بیشترین تعداد مرگ و میر ناشی از جهیزیه را در جهان دارد. در سال ۲۰۱۲، ۸٬۲۳۳ مورد مرگ جهیزیه‌ای در سراسر هند گزارش شد. این بدان معناست که هر ۹۰ دقیقه یک عروس سوزانده می‌شود یا اختلافات مربوط به جهیزیه باعث مرگ ۱٫۴ نفر در سال به ازای هر ۱۰۰٬۰۰۰ زن در هند می‌شود.
طبق گزارش‌های سال ۱۹۹۶، پلیس هندوستان همه ساله بیش از ۲٬۵۰۰ گزارش از سوزاندن عروس دریافت می‌کند. «اداره ملی ثبت جرایمم و جنایت هند» (NCRB) گزارش می‌دهد که در سال ۲۰۱۱، ۸٬۳۳۱ مورد مرگ جهیزیه‌ای در هند ثبت شده‌است. حوادث مرگ و میر ناشی از جهیزیه در سال ۲۰۰۸ (۸٬۱۷۲ مورد) نسبت به سطح سال ۱۹۹۸ (۷٬۱۴۶ مورد) ۱۴٫۴ درصد افزایش یافته‌است، در حالی که جمعیت هند در دوره ۱۰ ساله ۱۷٫۶ درصد افزایش یافته‌است. صحت این ارقام مورد بررسی و موشکافی دقیق منتقدانی قرار گرفته‌است که معتقدند مرگ‌های ناشی از مهریه به‌طور مداوم کمتر گزارش شده‌است.
مرگ جهیزیه‌ای در هند محدود به مذهب خاصی نیست.

### قانون منع
«قانون منع جهیزیه» مصوب ۱۹۶۱ درخواست، پرداخت یا قبول مهریه را «به عنوان اجرت المثل ازدواج» ممنوع کرده‌است. در این قانون «جهیزیه» به صورت هدیه‌ای که به عنوان پیش‌شرط برای ازدواج مطالبه شده یا داده می‌شود، تعریف شده‌است. هدایایی که بدون پیش‌شرط داده می‌شود مهریه محسوب نمی‌شود و قانونی هستند. درخواست یا دادن جهیزیه می‌تواند با مجازات حبس تا شش ماه یا جریمه نقدی تا سقف ۵۰۰۰ روپیه (۶۳ دلار آمریکا، ۵۲ پوند انگلستان یا ۹۰ دلار استرالیا) مواجه شود. این قانون جایگزین چندین قانون ضد جهیزیه پیشین شد که توسط ایالت‌های مختلف هند وضع شده بودند. قتل و خودکشی اجباری در «قانون کیفری هند» منظور شده است. 
فعالان حقوق زنان هندی بیش از ۴۰ سال برای قوانینی جهت جلوگیری از مرگ‌های جهیزیه‌ای، همچون «قانون منع جهیزیه» مصوب ۱۹۶۱ و بخش سختگیرانه و قاطع ۴۹۸-آ در قانون مجازات هند (مصوب در سال ۱۹۸۳) مبارزه کردند. بر اساس قانون حمایت از زنان در برابر خشونت خانگی مصوب سال ۲۰۰۵ (PWDVA)، یک زن می‌تواند با مراجعه به یک افسر حفاظت از خشونت خانگی، جلوی آزار و اذیت مربوط به جهیزیه را بگیرد. شالو نیگام حقوق‌دان و وکیل هندی پس از انجام تحقیقات میدانی، کارایی این قوانین را زیر سؤال برد و نوشت: «بیشتر دادگاه‌ها در نهایت به این زنان مشاوره اجباری ارائه می‌دهند که نتایج نامطلوبی داشته و گزینه‌های محدودی را پیش پای آنان می‌گذارد» و خاطرنشان کرد: «قوانین موجود نه می‌توانند نیازهای فوری قربانیان را برآورده کنند و نه می‌توانند راه‌کارهای عملی همچون کمک‌های پزشکی، اسکان کوتاه‌مدت، امکانات مهدکودک، حمایت‌های عاطفی-روانی، سرپناه امن یا کمک‌های اقتصادی و مادی را برای چنین زنانی که اغلب نیازمند آنها هستند، فراهم آورند.»
اگرچه قانون منع جهیزیه چندین دهه است که در هند اجرا می‌شود، اما عمدتاً به عنوان ناکارآمدی مورد انتقاد قرار گرفته‌است. مرگ‌ها و قتل‌های ناشی از اختلاف بر سر جهیزیه، همچنان در بسیاری از مناطق هند بدون کنترل اتفاق می‌افتد و این موضوع بر دردسرهای اجرایی این قوانین افزوده‌است.

## پاکستان
در پاکستان، دادن و گرفتن جهیزیه (به نام «جهیز») بخشی از فرهنگ است، به طوری که بیش از ۹۵ درصد ازدواج‌ها در هر منطقه پاکستان شامل انتقال جهیزیه از خانواده عروس به خانواده داماد است.
مرگ و میر ناشی از اختلافات جهیزیه‌ای طی چندین دهه در پاکستان رو به افزایش بوده‌است و از زمان استقلال پاکستان بیشتر شده‌است. پاکستان با بیش از ۲٬۰۰۰ مرگ‌های اینچنینی در سال و نرخ سالانه بیش از ۲٫۴۵ مرگ در هر ۱۰۰٬۰۰۰ زن، بالاترین میزان گزارش‌شده مرگ و میر ناشی از اختلافات جهیزیه‌ای را به ازای هر ۱۰۰٬۰۰۰ زن در جهان دارد.
در مورد میزان مرگ و میر ناشی از جهیزیه در پاکستان اختلاف نظرهایی وجود دارد. گزارش‌های برخی نشریات حاکی از آن است که مقامات پاکستانی مرگ‌های جهیزیه را ثبت نمی‌کنند و اصولاً به‌طور فرهنگی میزان مرگ و میرها نیز کمتر گزارش می‌شود و ممکن است به‌طور قابل توجهی بالاتر باشند. به عنوان مثال، نصرالله میانگین کل نرخ سوختگی سالانه با اجاق گاز را ۳۳ مورد در هر ۱۰۰٬۰۰۰ زن در پاکستان گزارش می‌دهد که ۴۹٪ آنها عمدی بوده‌است، که میانگین سالانه ای حدود ۱۶ در هر ۱۰۰٬۰۰۰ زن است.
لایحه (محدودسازی) جهیزیه و هدایای ازدواج پاکستان، مصوب ۲۰۰۸، ارزش مالی جهیزیه را به ۳۰٬۰۰۰ روپیه پاکستان (حدود ۳۰۰ دلار آمریکا) محدود می‌کند، و ارزش کل هدایای عروس هم باید به ۵۰٬۰۰۰ روپیه پاکستان محدود باشد. این قانون تقاضای جهیزیه از سوی خانواده داماد و همچنین نمایش عمومی جهیزیه را قبل یا در حین عروسی غیرقانونی اعلام کرد. با این حال، این قانون و قوانین مشابه ضد جهیزیه مصوب در سال‌های ۱۹۶۷، ۱۹۷۶ و ۱۹۹۸، و همچنین «قانون دادگاه خانواده» مصوب ۱۹۶۴ عملاً غیرقابل اجرا بوده‌است. فعالانی مانند «انجمن پیشرفت اجتماع، بهداشت و آموزش و پرورش پاکستان» (SACHET) ادعا می‌کنند که پلیس از ثبت و پیگرد اتهامات مربوط به خشونت خانگی و جراحات مرگبار مربوط به جهیزیه خودداری می‌کند.
چندین مرجع مدنی و دولت نظامی یا منتخب دموکراتیک در پاکستان سعی کرده‌اند نمایش سنتی جهیزیه و مهمانی‌های گران‌قیمت («ولیمه») را غیرقانونی اعلام کنند. یکی از این تلاش‌ها «قانون ۱۹۹۷»، «فرمان (۱۵) ۱۹۹۸» و «فرمان (۳) ۱۹۹۹» بود. این قوانین در دادگاه عالی پاکستان مورد چالش و اعتراض قرار گرفتند. دادخواه به تعدادی از احادیث تحت قوانین شریعت دینی استناد کرد تا نشان دهد که اسلام، ولیمه و اعمال عرفی مربوط به آن را ترغیب می‌کند. دادخواه ادعا کرد که تلاش دولت پاکستان برای وضع این قوانین خلاف دستور اسلام است سرانجام دیوان عالی قضایی این قوانین و احکام صادره را مغایر قانون اساسی کشور تشخیص داد.

## بنگلادش
جهیزیه در بنگلادش، «جوتوک» (بنگالی: যৌতুক) نامیده می‌شود و عامل مهمی در مرگ و میر زنان است. گزارش شده‌است که بین ۰٫۶ تا ۲٫۸ نوعروس در سال به ازای هر ۱۰۰٬۰۰۰ زن به دلیل خشونت‌های مربوط به جهیزیه در سال‌های اخیر جان خود را از دست داده‌اند. روش‌های مرگ شامل خودکشی، به آتش کشیده شدن و سایر اشکال خشونت خانگی است. در سال ۲۰۱۳، بنگلادش گزارش داد که ۴٬۴۷۰ زن در یک دوره ۱۰ ماهه قربانی خشونت‌های مربوط به جهیزیه شده‌اند یا خشونت جهیزیه حدود ۷٫۲ عروس در هر ۱۰۰٬۰۰۰ زن در سال را در بنگلادش قربانی خود می‌کند.

## ایران
جهیزیه یکی از رسوم کهن ایرانیان است که در زبان بومی علاوه بر جهیزیه، «جهاز» هم نامیده می‌شود. خشونت و مرگ و میر ناشی از جهیزیه در ایران در روزنامه‌های این کشور گزارش می‌شوند که برخی از آنها در رسانه‌های انگلیسی‌زبان بازتاب داشته است. کیانی و همکاران در پژوهشی در سال ۱۳۹۳، مرگ‌های ناشی از اختلاف بر سر جهیزیه را در ایران گزارش کرد. کارگردان فیلم مریم ظهیری‌مهر در فیلم «بی‌پایان؟» به آسیب‌های ناشی از مرگ‌های جهیزیه‌ای در ایران می‌پردازد.

## تلاش‌های بین‌المللی برای ریشه‌کنی
گزارش‌های مربوط به مرگ‌های جهیزیه‌ای، توجه همگان را به خود جلب کرده و جنبش فعال جهانی را برانگیخته است که به دنبال پایان دادن به این عمل است. از میان این جامعهٔ فعال، سازمان ملل متحد نقشی محوری در مبارزه با خشونت علیه زنان، از جمله مرگ ناشی از جهیزیه، ایفا کرده‌است.

### سازمان ملل متحد
سازمان ملل متحد از زمان تأسیس خود در سال ۱۹۴۵، مدافع حقوق زنان بوده‌است و به صراحت در مدخل منشور خود، اعلامیه جهانی حقوق بشر مصوب در سال ۱۹۴۸، «میثاق بین‌المللی حقوق مدنی و سیاسی» مصوب ۱۹۶۶، میثاق بین‌المللی حقوق اقتصادی، اجتماعی و فرهنگی مصوب ۱۹۶۶، (این سه سند مجموعاً به عنوان لایحه بین‌المللی حقوق بشر شناخته می‌شوند) و کنوانسیون رفع هرگونه تبعیض علیه زنان به این موضوع اشاره کرده‌است.
گرچه صندوق کودکان سازمان ملل متحد (یونیسف) عمدتاً بر بهبود کیفیت آموزش در دسترس کودکان در سطح جهان متمرکز است، اما در عین حال، موضعی فعال در برابر مرگ‌های جهیزیه‌ای اتخاذ کرده‌است. در روز ۹ مارس (روز جهانی زن) در سال ۲۰۰۹، در یک کنفرانس مطبوعاتی در واشینگتن، دی.سی.، مدیر اجرایی پیشین یونیسف، آن ونمن، علناً مرگ‌های ناشی از مهریه و سیستم‌های قانونی را که به مجرمان اجازه می‌دهد بدون مجازات بمانند، محکوم کرد. در سال ۲۰۰۹، یونیسف اولین برنامه اقدام استراتژیک اولویت‌دار خود را برای برابری جنسیتی راه‌اندازی کرد و پس از آن دومین برنامه اقدام نیز در سال ۲۰۱۰ انجام شد. هدف این طرح‌ها این بوده‌است که برابری جنسیتی را در اولویت بالاتری در تمامی برنامه‌ها و عملکردهای بین‌المللی یونیسف قرار دهد.

### سازمان‌های خصوصی
عفو بین‌الملل، در تلاشی برای افزایش سطح آگاهی عموم، مرگ‌های ناشی از جهیزیه را عامل اصلی خشونت جهانی علیه زنان ذکر کرده‌است. این سازمان همچنین در ارزیابی‌های سالانه حقوق بشر خود از هند به دلیل وقوع مرگ‌های جهیزیه‌ای و همچنین معافیت عاملان از مجازات انتقاد نمود.
دیده‌بان حقوق بشر همچنین در سال ۲۰۱۱ از دولت هند به دلیل ناتوانی در دستیابی به هر گونه پیشرفتی در جهت از بین بردن مرگ و میر ناشی از اختلافات جهیزیه‌ای و عملکرد ضعیفش برای دستگیری عاملان و اجرای عدالت در مورد آنها انتقاد کرد. در سال ۲۰۰۴، صندوق جهانی زنان پروژه تأمین مالی خود را تحتِ عنوانِ «حالا یا هرگز» راه اندازی کرد. این کمپین امیدوار به جذب سرمایه در داخل کشور است تا بتواند سازمان‌های فمینیستی در سراسر جهان - از جمله فعالان حقوق زنان هند را تأمین مالی کند. از سال ۲۰۰۷، صندوق «حالا یا هرگز» حدود ۷ میلیون دلار جمع‌آوری و توزیع کرده‌است.
یک سازمان نسبتاً کوچکتر به نام وی-دِی (V-Day)، خود را وقف پایان دادن به خشونت علیه زنان کرده‌است. وی-دِی با ترتیب دادن رویدادهایی مانند تئاتر، نمایش‌های هنری، و کارگاه‌های آموزشی در سطح شهر و محوطه‌های دانشگاهی در سراسر ایالات متحده آمریکا، بودجه جمع‌آوری می‌کند و به مردم در مورد موضوعات خشونت‌های مبتنی بر جنسیت از جمله مرگ‌های جهیزیه‌ای آموزش می‌دهد. نمایشنامه بلندی دربارهٔ مرگ‌های جهیزیه به نام «عروسی که نمی‌سوزد» منتشر شده‌است.